# 高城村 (福島県)
高城村（たかぎむら）は福島県東白川郡にかつて存在した村である。

## 地理
現在の矢祭町の西部、塙町の南西部に位置する。
村域は八溝山地に位置し、山がちな地形である。
村は久慈川の西岸に位置する。

## 歴史
村名は旧郷名の高野郷の高と旧国名の磐城国の城を組み合わせて高城村となった。

### 村域の変遷
- 1889年（明治22年）4月1日 - 町村制施行により、台宿村・伊香村・植田村・真名畑村・茗荷村・内川村・関岡村が合併し東白川郡高城村が発足。
- 1955年（昭和30年）3月31日 - 市町村合併により高城村は消滅。
  - 高城村の一部（台宿・伊香・植田・真名畑）は塙笹原町・石井村とともに合併し塙町が発足。
  - 高城村の残部（茗荷・内川・関岡）は豊里村と合併し矢祭村が発足。

変遷表
| 1868年 以前 | 明治22年 4月1日 | 昭和30年 3月31日 | 昭和38年 1月1日 | 現在   |
| ----------- | --------------- | ---------------- | --------------- | ------ |
| 台宿村      | 高城村          | 塙町             | 塙町            | 塙町   |
| 伊香村      | 高城村          | 塙町             | 塙町            | 塙町   |
| 植田村      | 高城村          | 塙町             | 塙町            | 塙町   |
| 真名畑村    | 高城村          | 塙町             | 塙町            | 塙町   |
| 茗荷村      | 高城村          | 矢祭村           | 町制            | 矢祭町 |
| 内川村      | 高城村          | 矢祭村           | 町制            | 矢祭町 |
| 関岡村      | 高城村          | 矢祭村           | 町制            | 矢祭町 |

## 大字
- 台宿（だいじゅく）
- 伊香（いこう）
- 植田（うえだ）
- 真名畑（まなはた）
- 茗荷（みょうが）
- 内川（うちかわ）
- 関岡（せきおか）

## 人口・世帯

### 人口
総数 [単位： 人]
| 1889年（明治22年） | 3,637 |
| 1920年（大正 9年） | 4,916 |
| 1947年（昭和22年） | 6,180 |

### 世帯
総数 [単位： 世帯]
| 1920年（大正 9年） | 956   |
| 1947年（昭和22年） | 1,070 |

## 交通（廃止直前）

### 鉄道
- 日本国有鉄道（ → 東日本旅客鉄道）
  - ■水郡線
    - 矢祭山駅

### 道路
- 二級国道
  - 国道118号